# Chiesa di San Clemente (Povoletto)
La chiesa di San Clemente è la parrocchiale di Povoletto, in provincia ed arcidiocesi di Udine; fa parte della forania della Pedemontana.

## Storia
La chiesa venne eretta intorno al 1790, essendo ormai divenuto insufficiente un più antico edificio di culto (l'attuale chiesa cimiteriale) in seguito all'ampliamento del paese. Il nuovo edificio venne consacrato nel 1895; la prima intenzione era forse quella di dedicarlo alla Santissima Trinità, ma si decise di ereditare dalla vecchia parrocchiale il titolo di san Clemente lasciando alla precedente quello di San Benedetto.
La chiesa subì alcuni danni in seguito al terremoto del Friuli del 1976 e venne in seguito restaurata.

## Interno

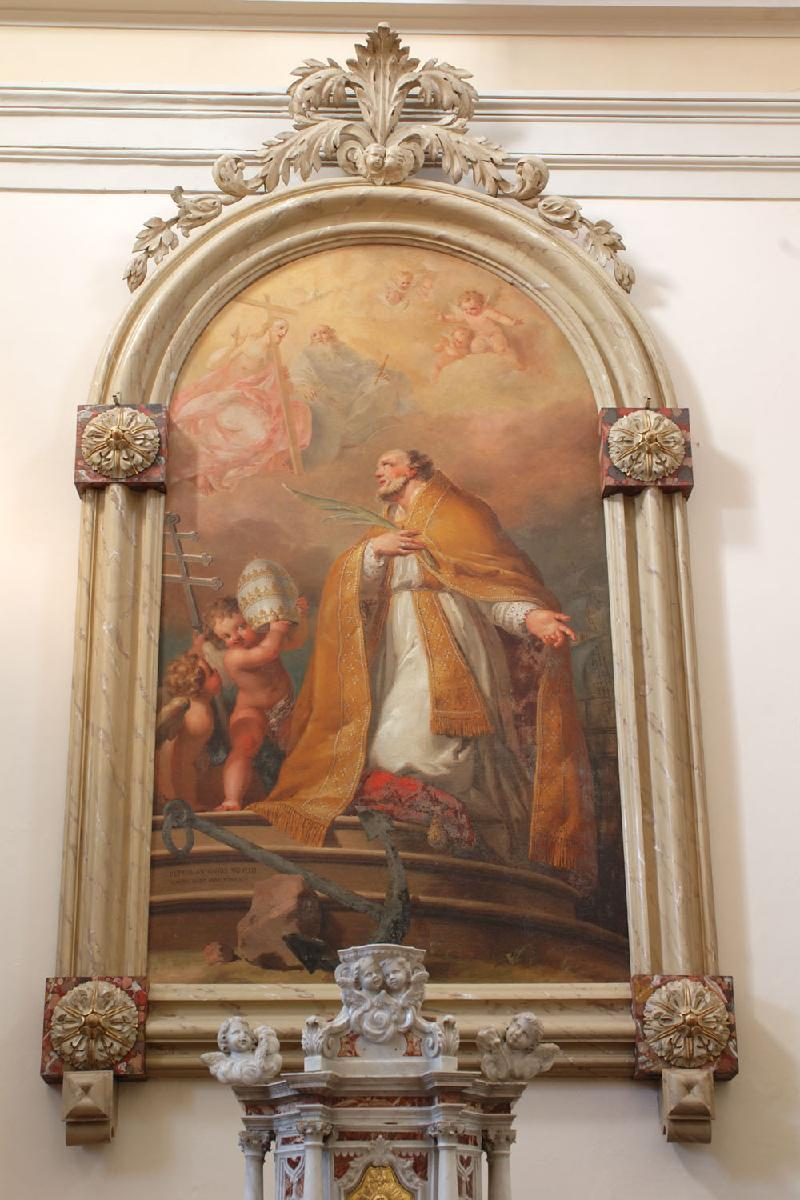
Pietro Antonio Novelli, San Clemente

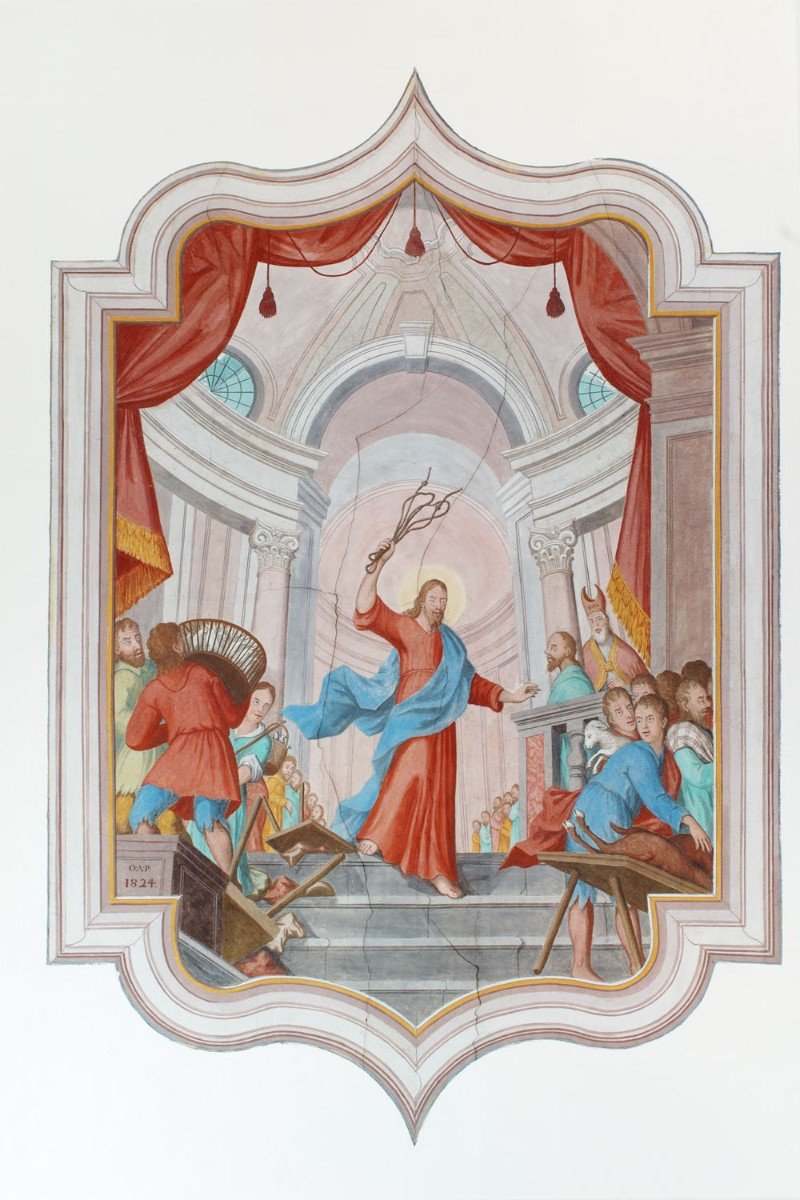
Domenico Paghini, Gesù scaccia i mercanti dal Tempio

All'interno della chiesa sono presenti sulla parete del coro un dipinto del 1594 di Michele Almonio e sulla volta della navata un affresco di Domenico Paghini con Gesù che scaccia i mercanti dal Tempio. Al titolare della chiesa, San Clemente, sono dedicati la pala d'altare del 1795, opera di Pietro Antonio Novelli, e un paliotto d'altare che proviene dalla precedente chiesa parrocchiale. Sono inoltre presenti opere di autori friulani del Novecento. Negli attigui locali della sagrestia è stato allestito un piccolo museo di arte sacra che conserva quadri, oreficeria, paramenti sacri.

## Sito web ufficiale
La Chiesa di San Clemente e la Parrocchia di Povoletto sono sul web e possiedono un Sito di informazione parrocchiale-religiosa a questo link: https://parrocchiapovoletto.wixsite.com/website